# Communauté de communes du Chaourçois
Die Communauté de communes du Chaourçois war ein französischer Gemeindeverband mit der Rechtsform einer Communauté de communes im Département Aube in der Region Grand Est. Sie wurde am 18. Dezember 2002 gegründet und umfasste 26 Gemeinden. Der Verwaltungssitz befand sich im Ort Chaource.

## Historische Entwicklung
Am 1. Januar 2017 wurde der Gemeindeverband mit der Communauté de communes du Val d’Armance zur neuen Communauté de communes du Chaourçois et du Val d’Armance zusammengeschlossen.

## Ehemalige Mitgliedsgemeinden
1. Avreuil
2. Balnot-la-Grange
3. Bernon
4. Chaource
5. Chaserey
6. Chesley
7. Coussegrey
8. Cussangy
9. Étourvy
10. Les Granges
11. Lagesse
12. Lantages
13. Lignières
14. La Loge-Pomblin
15. Les Loges-Margueron
16. Maisons-lès-Chaource
17. Metz-Robert
18. Pargues
19. Praslin
20. Prusy
21. Turgy
22. Vallières
23. Vanlay
24. Villiers-le-Bois
25. Villiers-sous-Praslin
26. Vougrey